# منتظم الدرين في أعيان الأحساء والقطيف والبحرين

منتظم الدرين

هو كتاب تراجم لأعلام منطقة الأحساء والقطيف والبحرين من تأليف الشيخ محمد بن علي التاجر البحراني.

## أهمية الكتاب
تبرز اهمية الكتاب في التتبع الذي تميز به مؤلفه، حيث كان واسع الاطلاع في التراجم والتاريخ واللغة والادب، إضافة لجمعه الكثير من المخطوطات النادرة والوثائق المهمة التي ساعدته في الحصول على معلومات مفيدة في تراجمه لأعلام المنطقة.

## خصائص الكتاب
- سعة تراجمه فقد ترجم للعلماء والشعراء والأدباء والوجهاء من سائر الطوائف والأزمنة.
- اشتماله على تراجم كثيرة للأعلام الماضين والمعاصرين مما لا نجده في كتاب اخر.
- التتبع التام في التراجم المذكورة، فنراه يستدرك ويضيف ما يستجد له من معلومات ويلاحظ ذلك في الكثير من التراجم.
- اعتماده على مخطوطات مهمة تشتمل على معلومات كالتملكات والناسخين والاجازات وما إلى ذلك.
- نقله لنصوص تامة في بعض التراجم من الكتب مما أفاد في كثير من التراجم لعدم توفر بعض هذه الكتب التي نقل منها في وقتنا الحاضر.
- نقل الكثير من القصائد التي لم يحوها كتاب اخر.
- عدم الاقتصار على عناوين التراجم المذكورة في الكتب المتخصصة بالتراجم بل تجاوزها إلى كتب الحديث واللغة والادب والتاريخ.

## تحقيق وطباعة الكتاب
بقي الكتاب مخطوطا لاكثر من اربعين عاما منذ وفاة مؤلفه عام 1387هـ. حتى قامت مؤسسة طيبة لإحياء التراث بمدينة قم بتحقيقة وطبعه، وقد اضطلع الشيخ ضياء بدر ال سنبل بتحقيق الكتاب اعتمادا على مصورتي نسختين خطيتين. وقد تمت طباعة الكتاب في بيروت في ثلاثة مجلدات باسم (منتظم الدرين في تراجم علماء وأدباء الأحساء والقطيف والبحرين) وذلك سنة 1430هـ. ويضم الكتاب تراجم لـ 931 علماً من اعلام المنطقة.